# Mikrodruk

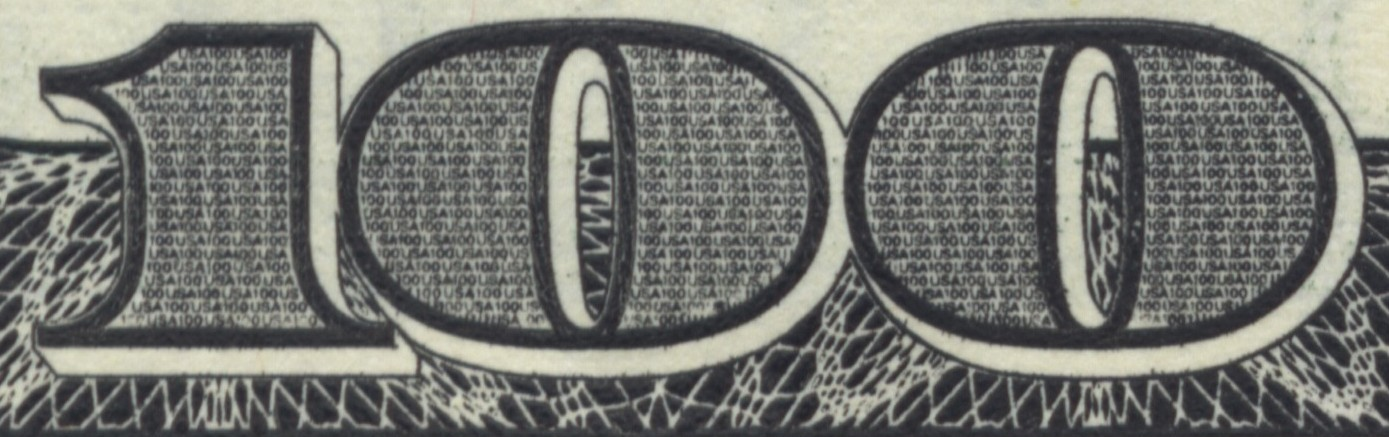
$ 100 („USA 100”)

Mikrodruk – technika stosowana jako zabezpieczenie druku, która polega na wykonywaniu mikroskopijnych nadruków, często nieczytelnych i niedostrzegalnych gołym okiem,  a widocznych dopiero w dużym powiększeniu. Bardzo często stosowany jako jedna z metod zabezpieczania banknotów. Sposób umiejscowienia, wielkość i dokładność kształtów (rozdzielczość) ma na celu uniemożliwienie podrobienia druku zabezpieczonego metodami nieprzemysłowymi (np. przez skanowanie). Mikrodruk wykonywany może być techniką offsetową. Można również wykonać mikrodruk za pomocą niektórych drukarek laserowych – wysokość czcionki w takim przypadku może wynieść nawet 0,25 mm.